# Діомед Граматик
Діомед Граматик (кінець IV — початок V ст. н.е.) — давньоримський граматик.

## Життєпис
Про життя мало відомостей. Ймовірно жив у Константинополі разом із Прісціаном. Головною працею Діомеда є «Мистецтво граматики» у 3 книгах. Збірка Діомеда містить один з найповніших списків типів дактилічних гекзаметрів у давнину. Діомед писав приблизно в той же час, як й Харісій, використовуючи ті ж джерела незалежно один від одного. Праця Діомеда дійшла до нас практично у повному обсязі. Тут також надається аналіз 8 частин мови, основам граматики та стилю.